# JILLE
『JILLE』（ジル）は、双葉社がかつて出版した月刊ファッション雑誌。2001年11月号（10月12日発売）から始まり、2014年3月号（2月12日発売）で終了した。
「20代の女性＋ワンランク上のリアルカジュアル」をテーマにして、ストリート系のファッションなどを掲載していた。

## 歴代の読者モデル
- 吉田晴香、野本沙耶香
- 内山亜美、沢田香奈美、渡辺裕子
- 小森谷祐理
- 杉山麻美、林まゆみ
- 新国美奈子
- 酒匂由紀、中野奈津子
- さみ、りさ
- ゆきこ、ゆき、まゆこ
- 賀来、梨沙
- 谷井千恵子
- ちひろ、こずえ
- 須原美樹
- 中塚さおり、鈴木理恵
- 堀内由樹
- 田村朋子、長谷川貴恵
- 川嶋悠子
- 桜井由香里、遠藤由羅

- 田中真由美
- 棚町優香、村田彩乃
- 宍戸絵里香

- 飯田恵梨香
- 星野千鶴、山口春奈
- ゆか、まさみ、かおり、みすず
- 山田千尋
- 稲田祥子
- 川内藍
- 内山愛衣、舟木沙恵
- 根岸香織
- 岸亜由美
- 徳長未帆
- 金子奏
- 西村悠貴乃、正木未生子
- 鈴木佳乃子
- まき、ゆみ、まお
- 吉田きみえ
- 山下奈々
- 澤村百合子
- 小林さくら
- 伊藤みく
- 平石英子
- 尾形沙耶香
- 中村、大野、仲野、山内、早川、萩野谷、齋藤、冨田
- 仲村みう
- 小倉優子
- 小笠原美帆、山口由紀子、斉藤優、矢野涼子
- 篠原夏美
- 杉本有美
- 内田さやか、西村紗也禾、松林菜々見、絹川麗
- 矢吹春奈
- 鷲巣あやの、小野瀬留美、片瀬まひろ
- 山岸舞彩
- 如月カレン
- 後藤ゆきこ
- 白石、海老原、北風、竹中、羽角
- 小倉遥
- 石橋茜、佐藤由梨
- 松嶋初音
- 橋本紗和、藤井梨花
- 仁科仁美
- 高杉美和子、鈴木由美、河口恵梨
- 田中愛美
- 千羽かよこ
- 仲千菜美
- 雑賀、田中、山本 (絢)、鈴木、原、山本 (紗)
- 境絵里加

## 発行部数
|        | 1〜3月     | 4〜6月     | 7〜9月     | 10〜12月   |
| ------ | ---------- | ---------- | ---------- | ---------- |
| 2008年 |            | 131,067 部 | 123,700 部 | 126,200 部 |
| 2009年 | 120,434 部 | 119,067 部 | 122,600 部 | 117,734 部 |
| 2010年 | 108,367 部 | 109,934 部 | 101,700 部 | 103,867 部 |
| 2011年 | 101,000 部 | 102,700 部 | 105,400 部 | 105,200 部 |
| 2012年 | 87,500 部  | 100,134 部 | 89,600 部  | 94,234 部  |
| 2013年 | 89,734 部  | 89,967 部  | 77,367 部  |            |